# Palosco
Palosco é uma comuna italiana da região da Lombardia, província de Bérgamo, com cerca de 4.985 habitantes. Estende-se por uma área de 10 km², tendo uma densidade populacional de 499 hab/km². Faz fronteira com Bolgare, Calcinate, Cividate al Piano, Martinengo, Mornico al Serio, Palazzolo sull'Oglio (BS), Pontoglio (BS), Telgate.

## Demografia
| Variação demográfica do município entre 1861 e 2011                               |
|                                                                                   |
| Fonte: Istituto Nazionale di Statistica (ISTAT) - Elaboração gráfica da Wikipedia |